# Aubigny-en-Laonnois
Pour les articles homonymes, voir Aubigny et Laonnois.
Aubigny-en-Laonnois est une commune française située dans le département de l'Aisne en région Hauts-de-France.

## Géographie

### Situation
|         | Courtrizy-et-Fussigny |              |
| Arrancy | Aubigny-en-Laonnois   | Saint-Thomas |
|         | Sainte-Croix          | Aizelles     |

### Hydrographie

#### Réseau hydrographique
La commune est située dans le bassin Seine-Normandie. Elle est drainée par le ruisseau de Fayau et le fossé des Bois des Commandes,,.

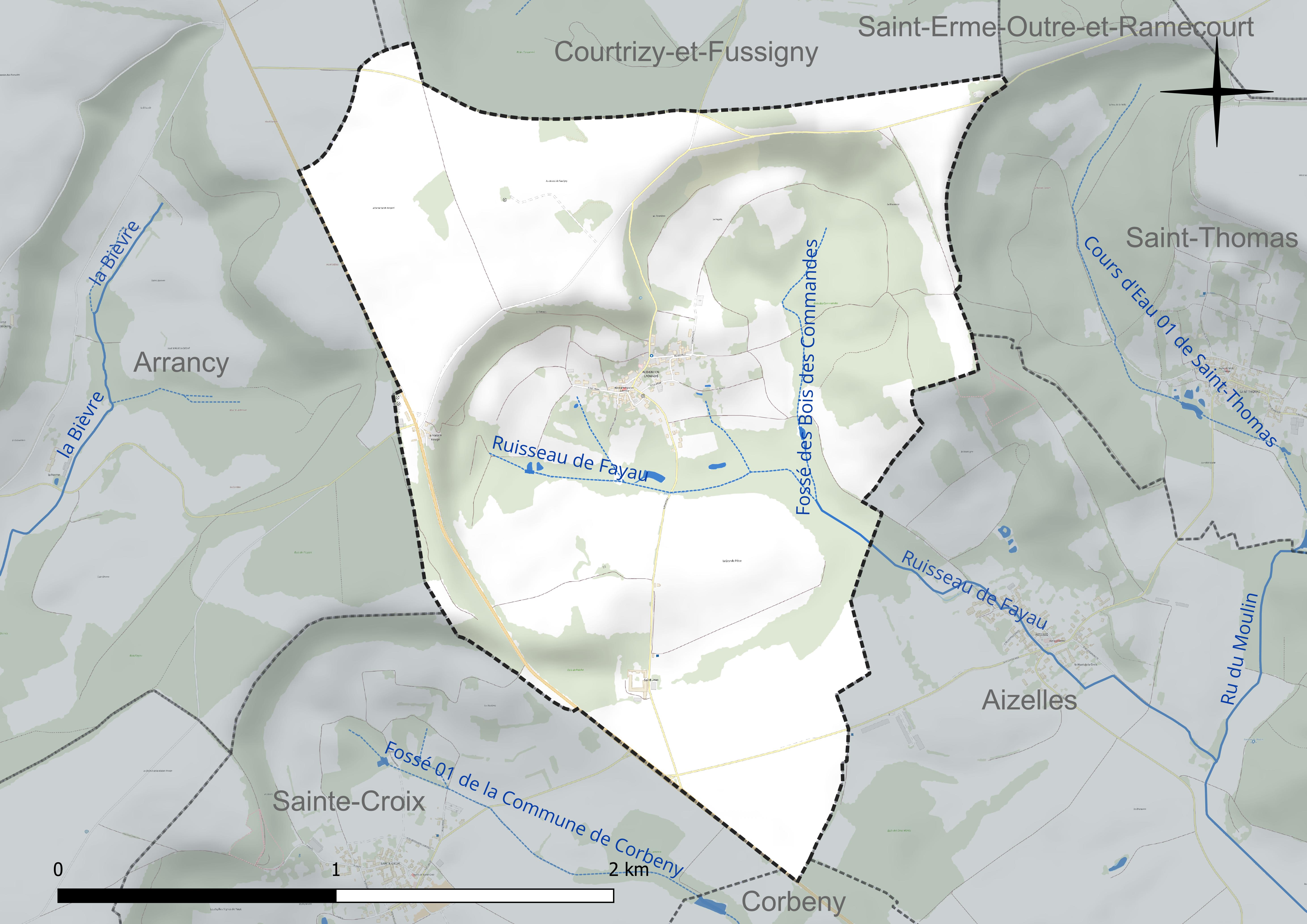
Réseau hydrographique d'Aubigny-en-Laonnois.

#### Gestion et qualité des eaux
Le territoire communal est couvert par le schéma d'aménagement et de gestion des eaux (SAGE) « Aisne Vesle Suippe ». Ce document de planification, dont le territoire s'étend sur 3 096 km2 répartis sur trois départements (Aisne, Marne et Ardennes) et deux régions (Champagne-Ardenne et Picardie), a été approuvé le 16 décembre 2013. La structure porteuse de l'élaboration et de la mise en œuvre est le Syndicat d'aménagement des bassins Aisne Vesle Suippe (SIABAVES).
La qualité des cours d'eau peut être consultée sur un site spécial géré par les agences de l'eau et l'Agence française pour la biodiversité.

### Climat
Pour des articles plus généraux, voir Climat des Hauts-de-France et Climat de l'Aisne.
En 2010, le climat de la commune est de type climat océanique dégradé des plaines du Centre et du Nord, selon une étude du CNRS s'appuyant sur une série de données couvrant la période 1971-2000. En 2020, Météo-France publie une typologie des climats de la France métropolitaine dans laquelle la commune est exposée à un climat océanique altéré et est dans la région climatique Nord-est du bassin Parisien, caractérisée par un ensoleillement médiocre, une pluviométrie moyenne régulièrement répartie au cours de l'année et un hiver froid (3 °C).
Pour la période 1971-2000, la température annuelle moyenne est de 10,3 °C, avec une amplitude thermique annuelle de 15,9 °C. Le cumul annuel moyen de précipitations est de 776 mm, avec 12,1 jours de précipitations en janvier et 8,9 jours en juillet. Pour la période 1991-2020, la température moyenne annuelle observée sur la station météorologique la plus proche, située sur la commune de Martigny-Courpierre à 8 km à vol d'oiseau, est de 10,7 °C et le cumul annuel moyen de précipitations est de 734,4 mm,. Pour l'avenir, les paramètres climatiques de la commune estimés pour 2050 selon différents scénarios d'émission de gaz à effet de serre sont consultables sur un site spécial publié par Météo-France en novembre 2022.

## Urbanisme

### Typologie
Aubigny-en-Laonnois est une commune rurale,. Elle fait en effet partie des communes peu ou très peu denses, au sens de la grille communale de densité de l'Insee,. 
La commune est en outre hors attraction des villes,.

### Occupation des sols
L'occupation des sols de la commune, telle qu'elle ressort de la base de données européenne d'occupation biophysique des sols Corine Land Cover (CLC), est marquée par l'importance des territoires agricoles (71,8 % en 2018), une proportion identique à celle de 1990 (71,8 %). La répartition détaillée en 2018 est la suivante : 
terres arables (62 %), forêts (28,2 %), zones agricoles hétérogènes (9,8 %).
L'évolution de l'occupation des sols de la commune et de ses infrastructures peut être observée sur les différentes représentations cartographiques du territoire : la carte de Cassini (XVIIIe siècle), la carte d'état-major (1820-1866) et les cartes ou photos aériennes de l'IGN pour la période actuelle (1950 à aujourd'hui).

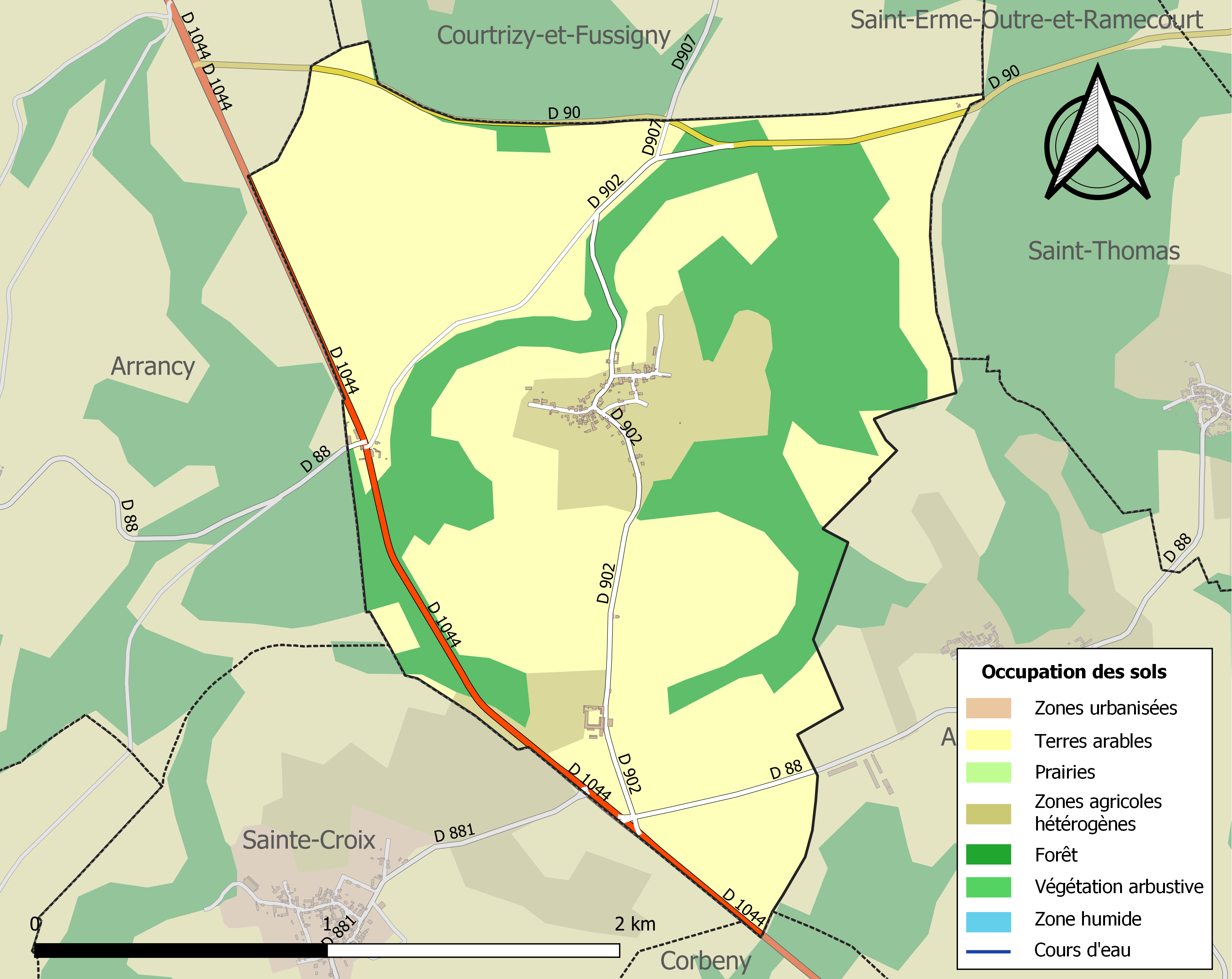
Carte des infrastructures et de l'occupation des sols de la commune en 2018 (CLC).
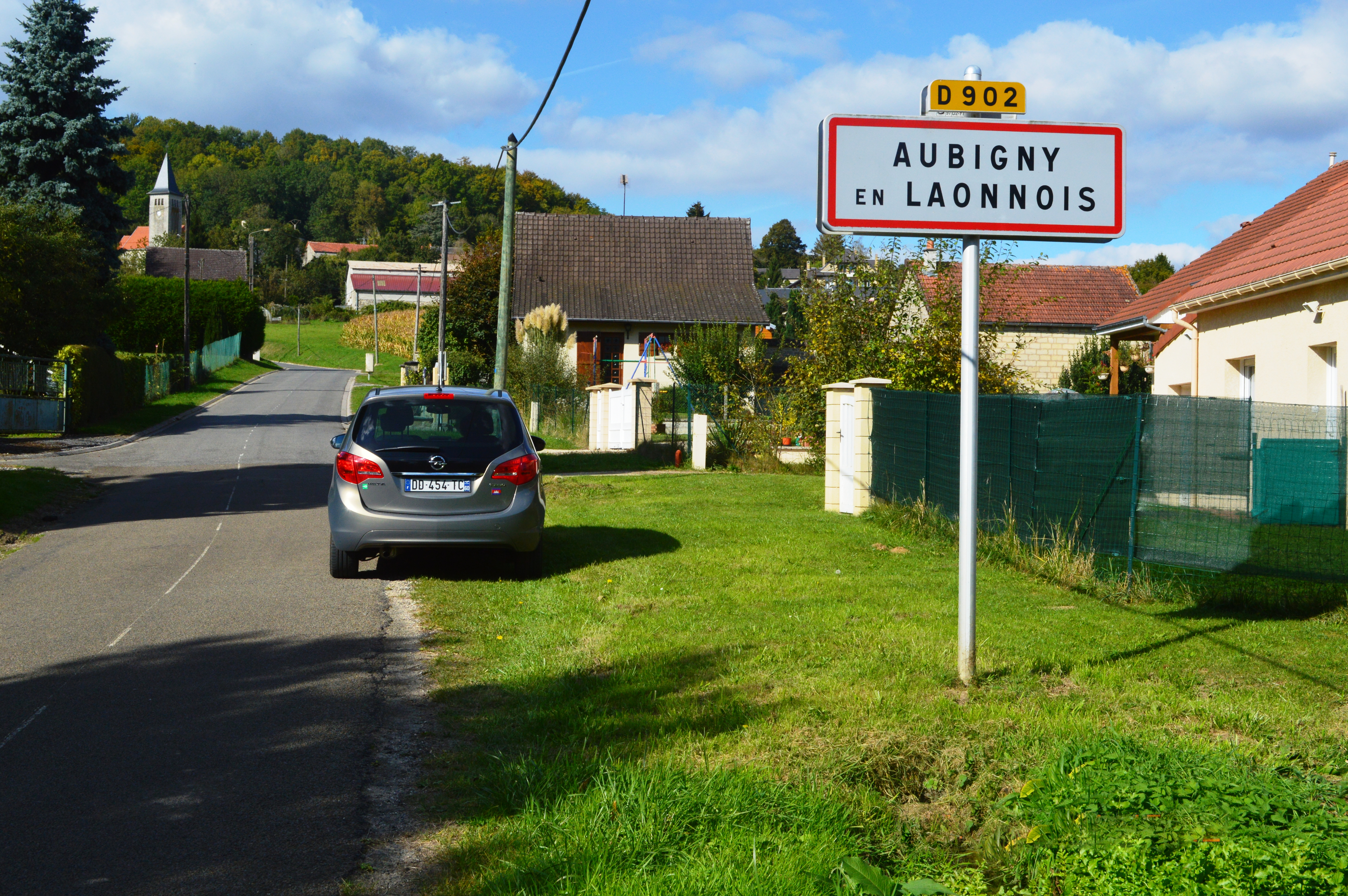
Entrée d'Aubigny-en-Laonnois.

## Toponymie
Le nom de la localité est attesté sous les formes Albiniacus (906) ; Albeni (1158) ; Territorium de Albigniaco (1176) ; Homines de Aubigniaco (1210) ; Albegniacus-in-Laudunesio (1232) ; Aubegni (1243) ; Aubeni (1247) ; Aubigni (1261) ; Aubegny (1405) ; Aubygny (1536) ; Paroisse de Saint-Nicolas-d'Aubigny (1672).
Le Laonnois est un « pays » et une petite région naturelle du département de l'Aisne, centré autour de la ville de Laon.

## Politique et administration

### Découpage territorial
La commune d'Aubigny-en-Laonnois est membre de la communauté de communes du Chemin des Dames, un établissement public de coopération intercommunale (EPCI) à fiscalité propre créé le 29 décembre 1995 dont le siège est à Craonne. Ce dernier est par ailleurs membre d'autres groupements intercommunaux.
Sur le plan administratif, elle est rattachée à l'arrondissement de Laon, au département de l'Aisne et à la région Hauts-de-France. Sur le plan électoral, elle dépend du canton de Villeneuve-sur-Aisne pour l'élection des conseillers départementaux, depuis le redécoupage cantonal de 2014 entré en vigueur en 2015, et de la première circonscription de l'Aisne  pour les élections législatives, depuis le dernier découpage électoral de 2010.

## Démographie
L'évolution du nombre d'habitants est connue à travers les recensements de la population effectués dans la commune depuis 1793. Pour les communes de moins de 10 000 habitants, une enquête de recensement portant sur toute la population est réalisée tous les cinq ans, les populations de référence des années intermédiaires étant quant à elles estimées par interpolation ou extrapolation. Pour la commune, le premier recensement exhaustif entrant dans le cadre du nouveau dispositif a été réalisé en 2008.

En 2022, la commune comptait 101 habitants, en évolution de −4,72 % par rapport à 2016 (Aisne : −1,97 %, France hors Mayotte : +2,11 %).
| 1793 | 1800 | 1806 | 1821 | 1831 | 1836 | 1841 | 1846 | 1851 |
| ---- | ---- | ---- | ---- | ---- | ---- | ---- | ---- | ---- |
| 400  | 421  | 453  | 411  | 415  | 419  | 405  | 407  | 411  |

| 1856 | 1861 | 1866 | 1872 | 1876 | 1881 | 1886 | 1891 | 1896 |
| ---- | ---- | ---- | ---- | ---- | ---- | ---- | ---- | ---- |
| 407  | 396  | 367  | 345  | 329  | 295  | 281  | 286  | 265  |

| 1901 | 1906 | 1911 | 1921 | 1926 | 1931 | 1936 | 1946 | 1954 |
| ---- | ---- | ---- | ---- | ---- | ---- | ---- | ---- | ---- |
| 257  | 255  | 227  | 137  | 161  | 164  | 158  | 160  | 151  |

| 1962 | 1968 | 1975 | 1982 | 1990 | 1999 | 2006 | 2008 | 2013 |
| ---- | ---- | ---- | ---- | ---- | ---- | ---- | ---- | ---- |
| 168  | 124  | 85   | 94   | 120  | 114  | 116  | 117  | 108  |

| 2018 | 2022 | - | - | - | - | - | - | - |
| ---- | ---- | - | - | - | - | - | - | - |
| 105  | 101  | - | - | - | - | - | - | - |

## Économie

### Agriculture
Particulièrement vallonnées, les terres d'Aubigny sont propices à la culture de fraises en pleine terre et dans le respect de la nature. Les fraisiers sont plantés à la fin de l'été, en août et septembre. En février, les fraises sont paillées et bâchées pour les protéger des gelées du printemps. La récolte débute en fin avril dans le meilleur des cas ou la mi-mai, si c'est une année de grand froid. Les fraises sont récoltées à la main et mises dans des barquettes de 500 g ou 250 g puis vendues sur les marchés de Laon, Saint-Quentin, Charleville-Mézières et Épernay. Depuis quelques années, les variétés se multiplient : Gariguette, Ciflorette, Mara des bois, Darselect, et enfin la célèbre fraise des bois (par ordre d'arrivée dans la saison).

## Culture locale et patrimoine

### Lieux et monuments
- Église Saint-Nicolas d'Aubigny-en-Laonnois
- Monument aux morts

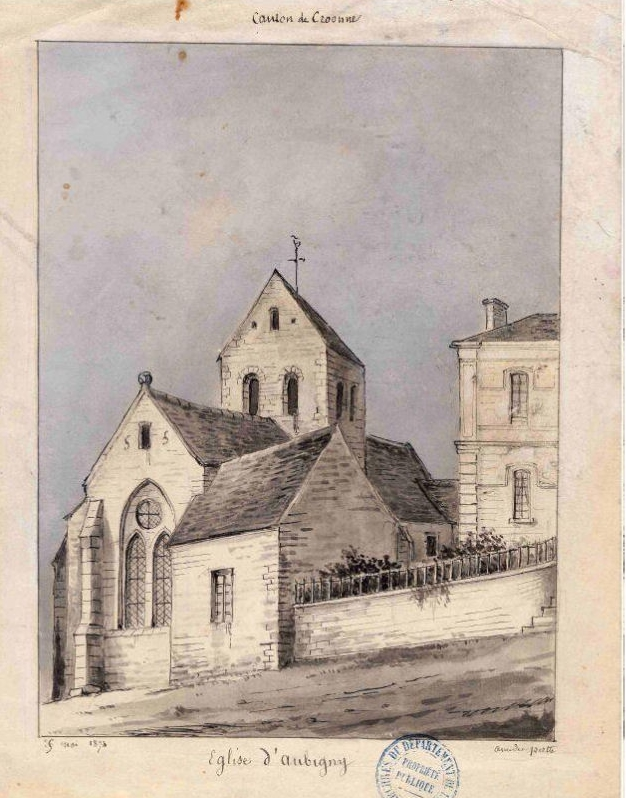
Aubigny-en-Laonnois - L'église en 1873 - Dessin d'Amédée Piette (1808-1883).
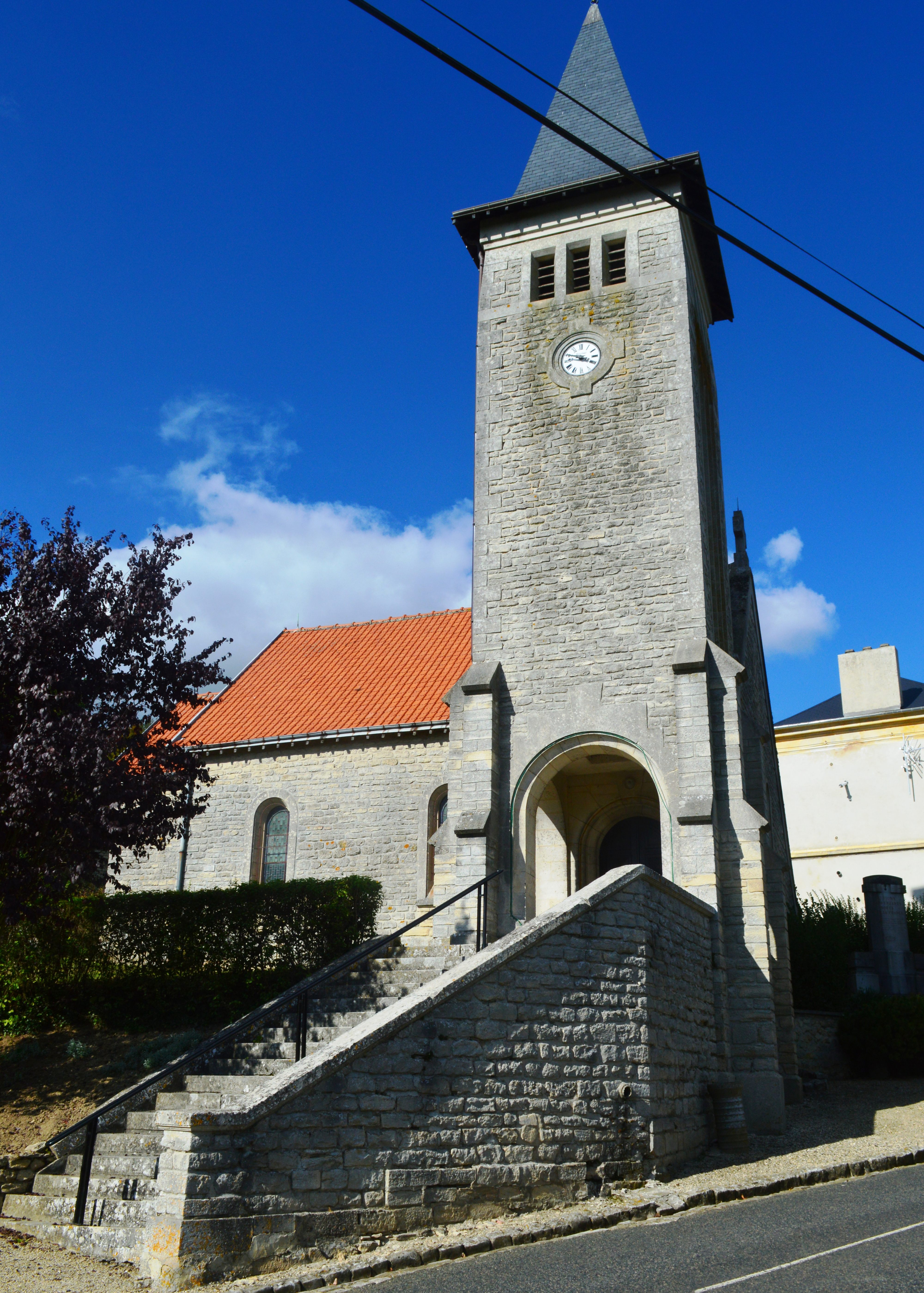
Église Saint-Nicolas.
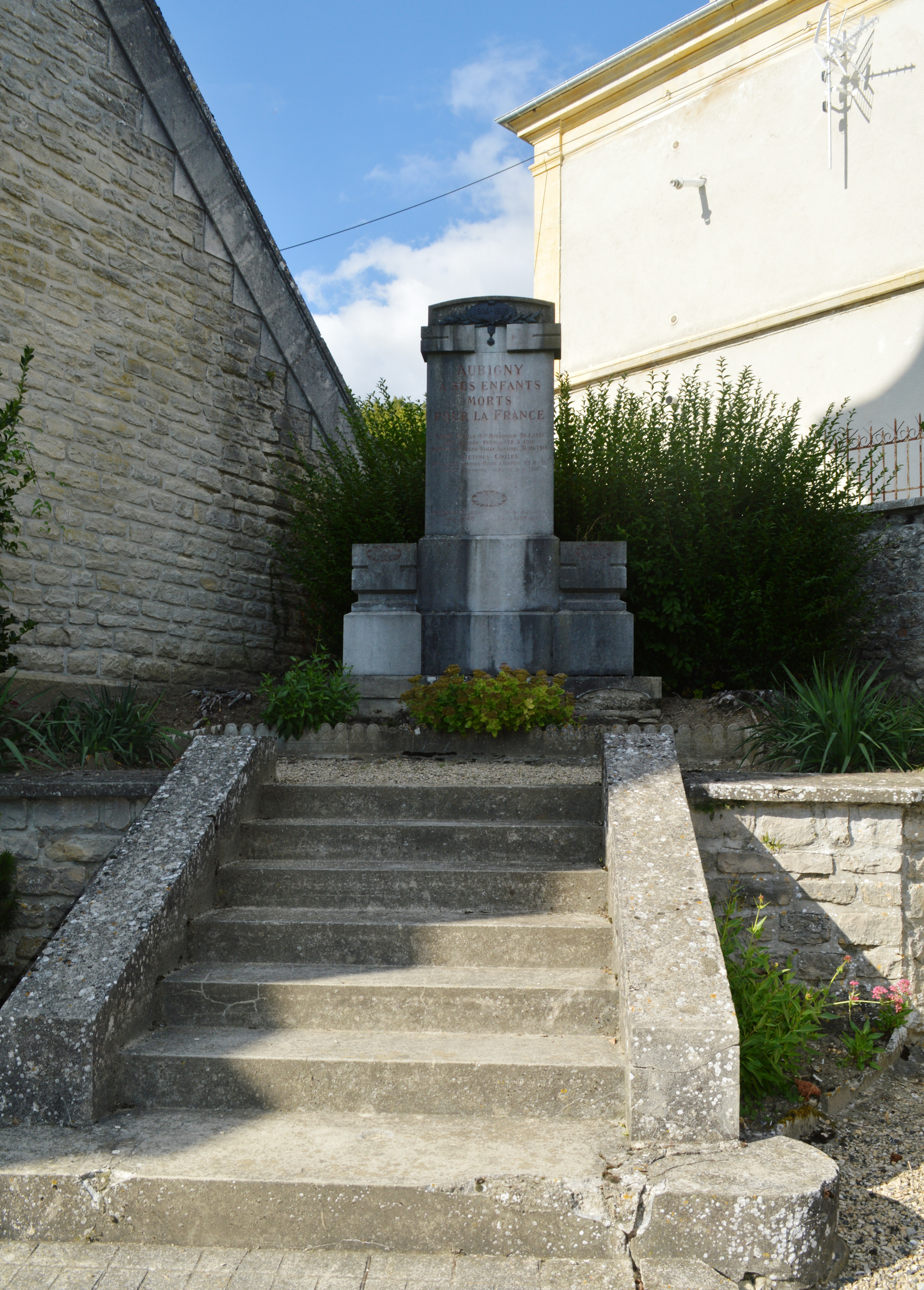
Monument aux morts.

## Pour approfondir